# Sally Potter
Charlotte Sally Potter OBE  (nascida em  19 de setembro de  1949), Londres, Inglaterra é uma diretora de cinema, produtora de cinema, atriz e roteirista britânica.

## Juventude
Sally nasceu e foi criada em Londres. Sua mãe foi uma professora de música e seu pai, designer de interiores e poeta. Seu irmão mais novo Nic foi  baixista da banda de rock Van der Graaf Generator.
Quando perguntada sobre seu passado, que influenciou seu trabalho como cineasta, ela disse: "Eu vim de uma família ateia  e uma família anarquista , o que significa que eu cresci em um ambiente que estava cheio de perguntas, onde nada poderia ser tido como certo. "

## Carreira
Potter é famosa por dirigir vários filmes. Entres eles, Ginger & Rosa (2012), Orlando, (1992) e The Man Who Cried (2000) -- no Brasil, Por Que Choram os Homens.

## Filmografia
Filmes
- The Gold Diggers (1983)
- Orlando (1992)
- The Tango Lesson (1997)
- The Man Who Cried (2000)
- Yes (2004)
- Rage (2009)
- Ginger & Rosa (2012)
- The Party (2017)
- The Roads Not Taken (2020)

Filmes experimentais
- Jerk (1969)
- Hors d'oeuvres (1970)
- Black & White (1970)
- Play (1970)
- Women Make Movies(1979)
- Women Make Movies (1980)

Documentários
- Tears, Laughter, Fear & Rage (1986)
- I Am an Ox, I Am a Horse, I Am a Man, I Am a Woman (1988)

The Gold Diggers (1983)
Berlin International Film Festival
- "Zitty" Audience Award

Florence International Film Festival
- Best Film

Orlando (1992)

## Prêmios
Festival de Veneza
- Audience prize for Best Film
- Catholic International Critics' Prize for Best Film
- Elvira Notari Award

Festival International du Cinema au Feminin
- Best Film

Festival du Film Britannique de Dinard
- Audience prize for Best Film

International Thessaloniki Film Festival
- Golden Alexander for Best Film
- Best Artistic Contribution - Sally Potter
- International Critics' Prize - Sally Potter

San Francisco International Film Festival
- 1st Satyajit Ray Award - Sally Potter

Agrigento Film Festival
- Indicada em "Efebo D'Oro" Prêmio por melho adaptação

St. Petersburg International Film Festival
- Critics' Prize
- Audience Prize
- Special Prize

Durban International Film Festival
- Best Film
- Public's Choice

Festival Internacional de Cinema Fatastic de Sitges
- Best Film

International Festival of Films Directed by Women
- First Prize

Academia de filmes europeus
- Felix for Best Young European Film - Sally Potter

Women in Film & Television Awards
- Rank Film Laboratories Award for Creative Originality - Sally Potter

Catalonian International Film Festival
- Best Film

The London Film Critics' Circle Annual Film Awards
- Indicada por melhor filme britânico

Golden Bug Awards
- Nominated for Best Foreign Film

Independent Spirit Awards
- Nominated for Best Foreign Film

The Tango Lesson (1997)
- Mar del Plata Film Festival - Ombu de Oro Award
- Best Film, National Board of Review Awards - Menção especial por melhor direção
- Sociedad Argentina de Autores y Compositores de Música - SADIAC Great Award
- American Choreography Awards - American Choreography Award
- BAFTA Awards: indicada ao  BAFTA - Melhor filme, e melhor filme de língua estrangeira.

The Man Who Cried (2000)
- Chlotrudis Awards - Audience Award
- Florida Film Critics Circle Awards - FFCC Award
- World Soundtrack Awards -  Indicada por melhor trilha sonora

Yes (2004)
- Nominated for British Independent Film Award
- Emden International Film Festival - Nominated for Emden Film Award - Sally Potter
- Seattle International Film Festival - Golden Space Needle Award
- 15 Mostra Internacional De Filmes De Dones - Audience Prize for Best Feature Film